# Luca Capecchi
Luca Capecchi (Imola, 4 agosto 1974) è un ex calciatore italiano, di ruolo portiere.

## Carriera
La sua carriera inizia nella stagione 1992-1993 nelle file del Baracca Lugo in cui rimane fino alla stagione 1996-1997.
Passa successivamente al Cittadella dove rimane per cinque stagioni vincendo due campionati che lo portano dalla Serie C2 alla serie cadetta. In Serie B rimane per due anni e nella stagione 2002-2003 passa al Pisa, in Serie C1, dove rimane un anno sfiorando la promozione in Serie B.
Dopo una parentesi nel Sora, si trasferisce al Ravenna dove vince due campionati e si ritrova a giocare per la seconda volta nel campionato di Serie B.
A gennaio 2008 si è trasferito al Cagliari in Serie A come secondo di Marco Storari. Il 27 aprile debutta nella massima serie nella partita contro l'Inter al Meazza persa per 2-1.
A fine campionato è tornato nel club proprietario del suo cartellino, il Ravenna ma il 7 agosto 2008 passa alla SPAL ripescata in Prima Divisione.

## Palmarès

### Club

#### Competizioni nazionali
- Serie C1: 1

Ravenna: 2006-2007
Serie C2:1
Ravenna:2004/2005